# Zamarada excavata
Zamarada excavata là một loài bướm đêm trong họ Geometridae.